# Oră
Ora (din latină hora, greacă ὥρα) este o unitate de timp. Are 60 de minute sau 3.600 de secunde. Reprezintă aproximativ 1/24 dintr-o zi solară medie.

## Istoric
Ora a fost definită pentru prima dată de către civilizațiile antice din Egipt, Sumer, India sau China, cu înțelesul de o doisprezecime din timpul dintre răsăritul și apusul soarelui sau 1/24 dintr-o zi completă. Ambele cazuri reflectă folosirea pe scară largă a sistemului duodecimal. Importanța lui 12 a fost atribuită mai multor factori. Unul dintre ei este numărul de cicluri lunare dintr-un an. Alt motiv pentru folosirea lui 12 este sistemul de numerotare care folosește degetul index pentru a număra cele 12 oase (falange) ale celorlalte 4 degete de la o mână. Există însă mai multe analogii referitoare la folosirea numărului 12.
Civilizația Egiptului antic este de obicei considerată cea care a stabilit sistemul de împărțirea a nopții în 12 părți.
În ceea ce privește subdiviziunea orelor și minutelor Arhivat în 12 martie 2015, la Wayback Machine. cu cifra 60 aceasta provine de la babilonieni, care au avut o predilecție pentru numerele care formează baza cifrei sexagesimale (în baza 60).